# La Pobla de Carivenys
La Pobla de Carivenys, també coneguda com la Pobla, és una entitat de població del municipi de Santa Coloma de Queralt, a la Conca de Barberà. L'any 2007 tenia 20 habitants.
Es troba a uns 700 m d'altitud, dins l'antic terme del castell de Queralt, a la capçalera de la riera de Clariana i a uns 6 km al nord-est del nucli urbà de Santa Coloma. S'hi accedeix des de la carretera C-241 (Montblanc - Manresa).
Fins al segle xix havia format part de l'antic municipi d'Aguiló.